# 1118 км (зупинний пункт)
1118 кіломе́тр — пасажирська зупинна залізнична платформа Донецької дирекції Донецької залізниці. Розташована між м. Ясинувата та Макіївка (садово-дачні ділянки), Макіївська міська рада, Донецької області на двох лініях Ясинувата-Пасажирська — Кринична та Ясинувата — Ларине між станціями Ясинувата (2 км) та Макіївка-Пасажирська (4 км).
Через військову агресію Росії на сході Україні транспортне сполучення припинене, водночас керівництво так званих ДНР та ЛНР заявляло про запуск електропоїзда сполученням Луганськ — Ясинувата, що підтверджує сайт Яндекс.